# Конкордія (парафія)
Шаблон:StateAbbr_ 31°26′ пн. ш. 91°38′ зх. д. / 31.44° пн. ш. 91.64° зх. д.
Округ  Конкордія (англ. Concordia Parish) — округ (парафія) у штаті  Луїзіана, США. Ідентифікатор округу 22029.

## Демографія
За даними перепису 
2000 року 
загальне населення округу становило 20247 осіб, зокрема міського населення було 12478, а сільського — 7769.
Серед мешканців округу чоловіків було 9873, а жінок — 10374. В окрузі було 7521 домогосподарство, 5433 родин, які мешкали в 9148 будинках.
Середній розмір родини становив 3,12.
Віковий розподіл населення поданий у таблиці:
| Стать    | До 15 років | 15-21 | 22-29 | 30-39 | 40-49 | 50-65 | 65-85 | Понад 85 |
| -------- | ----------- | ----- | ----- | ----- | ----- | ----- | ----- | -------- |
| Чоловіки | 2375        | 1111  | 841   | 1282  | 1548  | 1466  | 1147  | 103      |
| Жінки    | 2242        | 1006  | 893   | 1308  | 1537  | 1667  | 1507  | 214      |

## Суміжні округи
- Тенсас — північ
- Адамс, Міссісіпі — північний схід
- Вілкінсон, Міссісіпі — схід
- Вест-Фелісіана — південний схід
- Пуант — південь
- Авуаель — південний захід
- Катаула — захід

## Виноски
1. ↑  U.S. Decennial Census. United States Census Bureau. Архів оригіналу за 26 квітня 2015. Процитовано 27 серпня 2014.
2. ↑  Historical Census Browser. University of Virginia Library. Архів оригіналу за 11 серпня 2012. Процитовано 27 серпня 2014.
3. ↑  Population of Counties by Decennial Census: 1900 to 1990. United States Census Bureau. Архів оригіналу за 15 вересня 2014. Процитовано 27 серпня 2014.
4. ↑  Census 2000 PHC-T-4. Ranking Tables for Counties: 1990 and 2000 (PDF). United States Census Bureau. Архів оригіналу (PDF) за 18 грудня 2014. Процитовано 27 серпня 2014.
5. ↑  State & County QuickFacts. United States Census Bureau. Архів оригіналу за 9 липня 2011. Процитовано 20 серпня 2013.(англ.) Наведено за англійською вікіпедією.
6. ↑  American FactFinder. Бюро перепису населення США. Архів оригіналу за 29 липня 2011. Процитовано 31 січня 2008.

| США | Це незавершена стаття з географії США. Ви можете допомогти проєкту, виправивши або дописавши її. |